# Cândido Teixeira Tostes
Cândido Bernardino Teixeira Tostes, conhecido como Dr. Candinho (Juiz de Fora, 5 de fevereiro de 1842 – Juiz de Fora, 9 de abril de 1927), foi um bacharel em Direito, fazendeiro, industrial e Presidente do Banco de Crédito Real de Minas Gerais, tendo possuído vários engenhos.

## Biografia
Filho de Antônio Dias Tostes e Anna Maria do Sacramento Dias Tostes, nasceu em Juiz de Fora, porém estudou  em São Paulo. Em 1867 volta a Juiz de Fora para exercer a profissão de advogado. Teve grande projeção no meio ruralista onde foi considerado o maior cafeicultor de Minas, recebendo o apelido de “Rei do Café”. Suas fazendas também produziam cereais, feijão, arroz, cana-de-açúcar e fumo. Além disso, gado bovino, produção de leite, laticínios e aguardente. Casou-se com Maria Luisa Rezende e teve quatro filhos com ela. Destaque-se seu filho João de Rezende Tostes, que foi deputado federal constituinte em 1934, pai de Lahyr Tostes, deputado federal constituinte por Minas Gerais em 1946.

## Homenagens
Em maio de 1935, O governador de Minas, Benedito Valadares transferiu a sede do Governo para a Fazenda de São Mateus, que pertenceu a Cândido, e de lá promulgou o Decreto nº 50, de 14 de maio de 1935, criando em Juiz de Fora – MG, a Indústria Agrícola Cândido Tostes. Também foi homenageado com a Fábrica Escola de Laticínios Cândido Tostes. O Governador de Minas Gerais Benedicto Valladares ao discursar na inauguração em 1940, dizia que aquela denominação:
“Constituía merecida homenagem ao labor fecundo e caracter de escol do saudoso mineiro Cândido Tostes” 
Foi também homenageado com uma rua em seu nome em Juiz de Fora, a Rua Cândido Tostes.